# Like Humans Do
《Like Humans Do》是大衛·伯恩專輯《Look into the Eyeball》中的第四首歌曲，並於2001年以單曲形式發行。值得注意的是，這首歌的電台廣播版本（刪除了提及大麻的歌詞）被微软選為Windows XP的範例音樂，用來展示全新的Windows Media Player，不過這首歌僅在該系統的早期版本中預載。此外，它也曾被收錄為Rio Karma隨身聽的範例音樂。
這首歌也收錄在拜恩2007年的現場專輯《Live from Austin, Texas》和2004年的《Live at Union Chapel》中。在後者的現場影片中，拜恩解釋這首歌的主題在於儘管人類有許多缺點，仍然試著去愛人類，他以「火星人的視角」看待人類，並嘗試接納他們的本來樣貌。

## 曲目
1. "Like Humans Do" (Radio Edit)
2. "All Over Me"
3. "Princess"

這張單曲的B面歌曲後來被收錄進《Look into the Eyeball》專輯的重新發行版本中。

## 人員名單
這首歌由大衛·伯恩創作，湯姆·貝爾編曲，並由珊卓·帕克負責弦樂與銅管樂的統籌安排。
- 大衛·伯恩 – 主唱、吉他
- 尼克·科茲 – 中提琴
- 布魯諾·艾歇 – 小提琴
- 保羅·弗雷澤 – 貝斯
- 道恩·漢奈 – 中提琴
- 維維克·卡馬斯 – 中提琴
- 麗莎·金 – 小提琴
- 艾琳·穆恩 – 大提琴
- 蘇珊·奧恩斯坦 – 小提琴
- 珊卓·帕克 – 小提琴
- 丹·瑞德 – 小提琴
- 羅伯特·萊恩哈特 – 中提琴
- 蘿拉·希頓 – 小提琴
- 菲奧娜·賽蒙 – 小提琴
- 艾倫·史蒂潘斯基 – 大提琴
- 夏倫·山田 – 小提琴
- 赫伯·貝森 – 長號
- 鮑勃·卡萊爾 – 法國號
- 麥可·戴維斯 – 長號
- 吉姆·海耶斯 – 小號
- 羅德·卡德萊克 – 小號
- 史都華·羅斯 – 法國號
- 凱倫·葛里芬 – 短笛
- 羅傑·羅森伯格 – 上低音薩克斯風
- 尚恩·佩爾頓 – 鼓
- 毛羅·雷佛斯科 – 打擊樂器

## 發行歷史
| 地區 | 日期          | 唱片公司 | 格式     | Catalog |
| ---- | ------------- | -------- | -------- | ------- |
| 美國 | 2001年9月18日 | EMI唱片  | 雷射唱片 | 897529  |